# Studziwody
Studziwody – część miasta Bielsk Podlaski położona w jego południowej części, do 1952 roku oddzielna miejscowość. Rozpościera się wzdłuż ulicy Wiejskiej.
Do 1939 roku należał do gminy Dubiażyn w  powiecie bielskim w województwie białostockim. 16 października 1933 utworzyły gromadę w gminie Dubiażyn. W latach 1934–1952 należały do gminy Bielsk.
1 lipca 1952 Studziwody włączono do Bielska Podlaskiego.